# بوترا
بوترا (به ایتالیایی: Butera) یک کومونه در ایتالیا است که در استان کالتانیستا واقع شده‌است.

## خصوصیات
بوترا ۲۹۵ کیلومترمربع مساحت و ۴٬۸۲۱ نفر جمعیت دارد و ۴۰۲ متر بالاتر از سطح دریا واقع شده‌است.

## خواهرخوانده
شهر گفلسبرگ خواهرخواندهٔ بوترا هست.